# Journal du Patriarcat de Moscou
Le Journal du Patriarcat de Moscou (russe : Журнал Московской Патриархии, Journal Moskovskoï Patriarkhii) est la publication officielle de Église orthodoxe russe. Il est publié mensuellement à 25 000 exemplaires. Le public cible principal est le clergé orthodoxe.

## Histoire
Créé en 1931, il publie 24 numéros avant d'être interdit en 1935. Son activité reprend en 1943 le jour de l'intronisation du patriarche Serge Ier de Moscou. Depuis lors, il est publié mensuellement. Pendant longtemps, dans la période soviétique, le magazine a été le seul organe de l'Église accessible aux fidèles de l'URSS.

## Maquette
Au début des années 2000, il bénéficiait d'un format 70 × 100 cm 1/16 pour 80 pages.
Depuis janvier 2010 le magazine possède un nouveau format.

## Liens
- (ru) Site officiel
- Archives du journal (en russe)
- Le Journal du Patriarcat de Moscou sur le site russe Bogoslov.ru (ru)